# Dharampuri
Dharampuri là một thị xã và là một nagar panchayat của quận Dhar thuộc bang Madhya Pradesh, Ấn Độ.

## Địa lý
Dharampuri có vị trí 22°10′B 75°21′Đ / 22,17°B 75,35°Đ Nó có độ cao trung bình là 139 mét (456 feet).

## Nhân khẩu
Theo điều tra dân số năm 2001 của Ấn Độ, Dharampuri có dân số 13.229 người. Phái nam chiếm 51% tổng số dân và phái nữ chiếm 49%. Dharampuri có tỷ lệ 62% biết đọc biết viết, cao hơn tỷ lệ trung bình toàn quốc là 59,5%: tỷ lệ cho phái nam là 70%, và tỷ lệ cho phái nữ là 53%. Tại Dharampuri, 16% dân số nhỏ hơn 6 tuổi.